# Ejlat
Ejlat (hebrejsky  אילת, v oficiálním přepisu do angličtiny Elat, přepisováno též Eilat) je město v Izraeli v Jižním distriktu. Starostou je Me'ir Jicchak Halevi.

## Dějiny
Ejlat je zmiňován jako jedna ze zastávek Izraelitů při pochodu z egyptského zajetí. Toto město se nacházelo v království Edóm, které dobyl izraelský král David. O Ejlatu se také několikrát zmiňuje Starý zákon:
2 Kr 14:21-14:22: „Všechen judský lid pak vzal Azarjáše, kterému bylo šestnáct let, a dosadili ho za krále po jeho otci Amasjášovi. On vystavěl Élat a navrátil jej Judovi, poté co král Amasjáš ulehl ke svým otcům.“ 2 Kr 16:6: „Toho času získal Resín, král aramejský, nazpět Élat pro Aram a vypudil Judejce z Élatu. Do Élatu vstoupili Edómci a sídlí tam až dodnes.“
V římských i byzantských dobách byl Ejlat využíván jako přístav, kudy proudila především měď z nedalekých dolů v Timně. V roce 1116 jej dobyli křižáci, v roce 1167 ho získal Saladin, načež toto město postupně ztrácelo na významu.

### Moderní dějiny
Za izraelské války za nezávislost byla lokalita současného Ejlatu obsazena bez boje 10. března 1949 během operace Uvda. Nazývala se tehdy Um Rašraš (arabsky doslova „Matka šustotu“). Šlo o pouhou policejní stanici v neosídlené poušti. Izraelští vojáci zde tehdy na znamení svého ovládnutí lokality vztyčili provizorní inkoustovou vlajku.
K založení Ejlatu došlo roku 1951. Status města získal roku 1959.
V roce 1967 začala pod vedením egyptského prezidenta Gamala Násira námořní blokáda Ejlatu (Egypt tehdy blokoval Tiranskou úžinu), což byl důvod pro rozpoutání šestidenní války. Ejlat byl terčem palestinských teroristických útoků jen jednou, 29. ledna 2007, kdy byli v místní pekárně zabiti tři Izraelci.

## Geografie

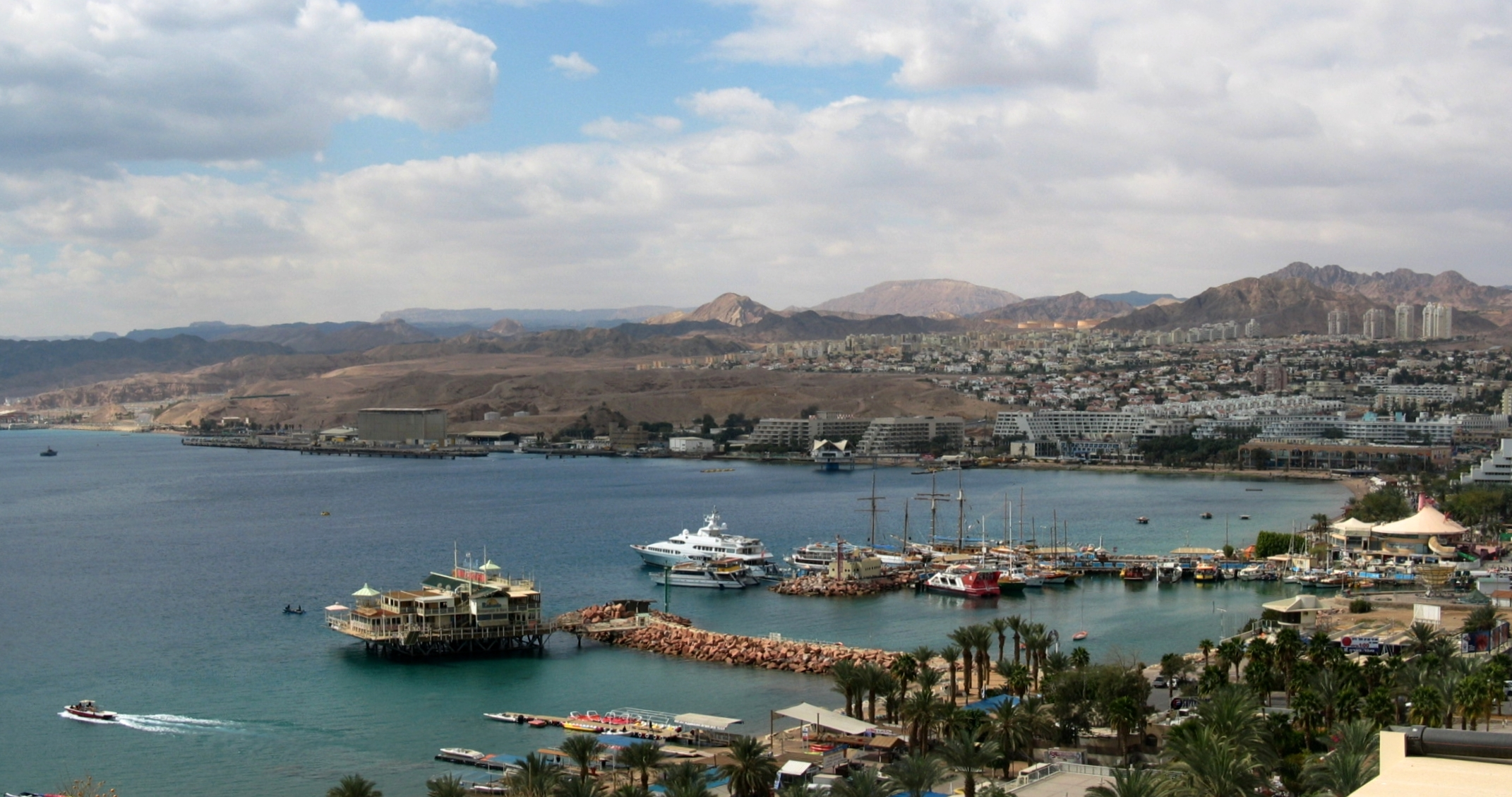
Celkový pohled na město, v popředí turistické areály, v pozadí rezidenční čtvrtě

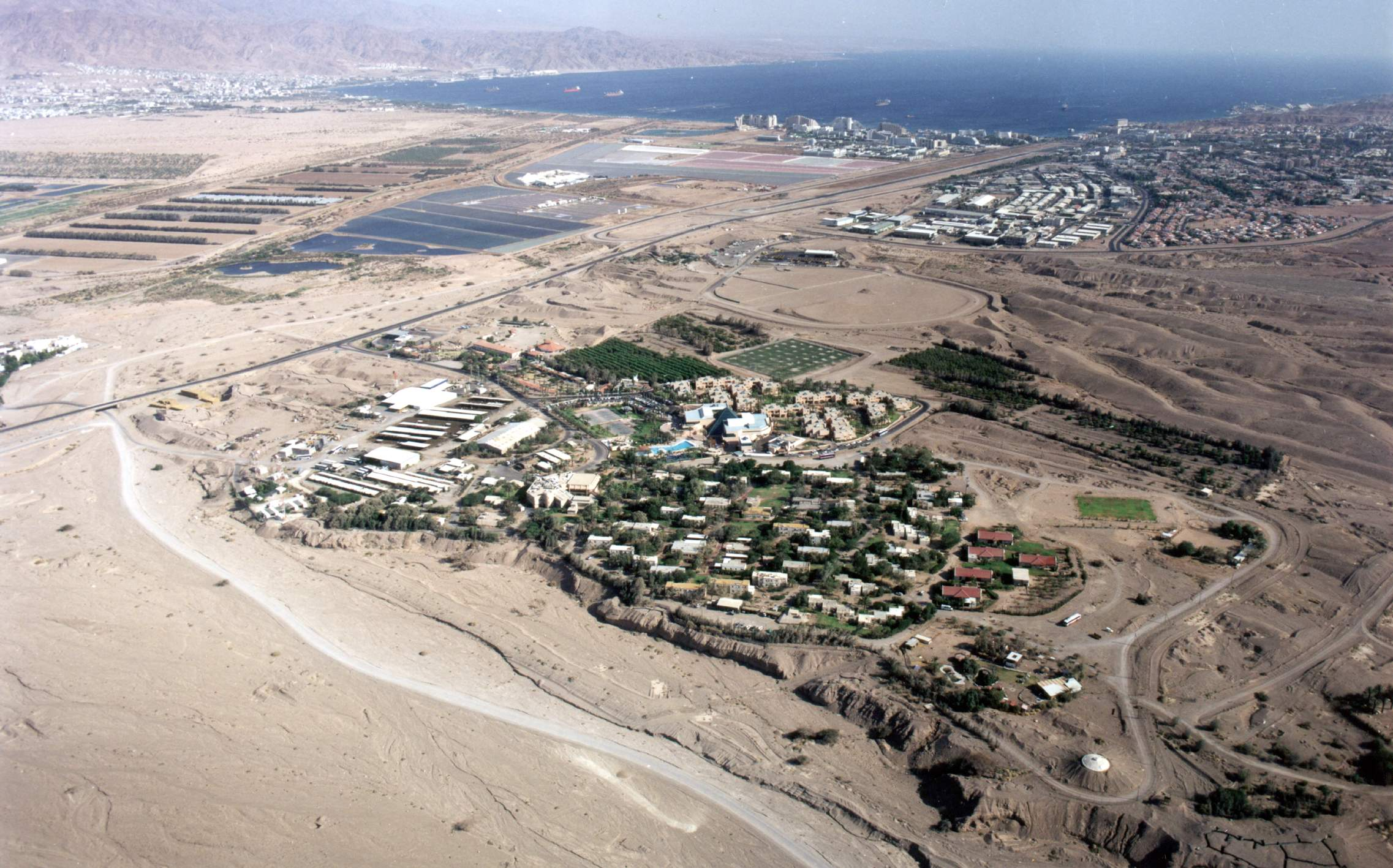
Letecký pohled, v popředí vesnice Ejlot, v pozadí město Ejlat

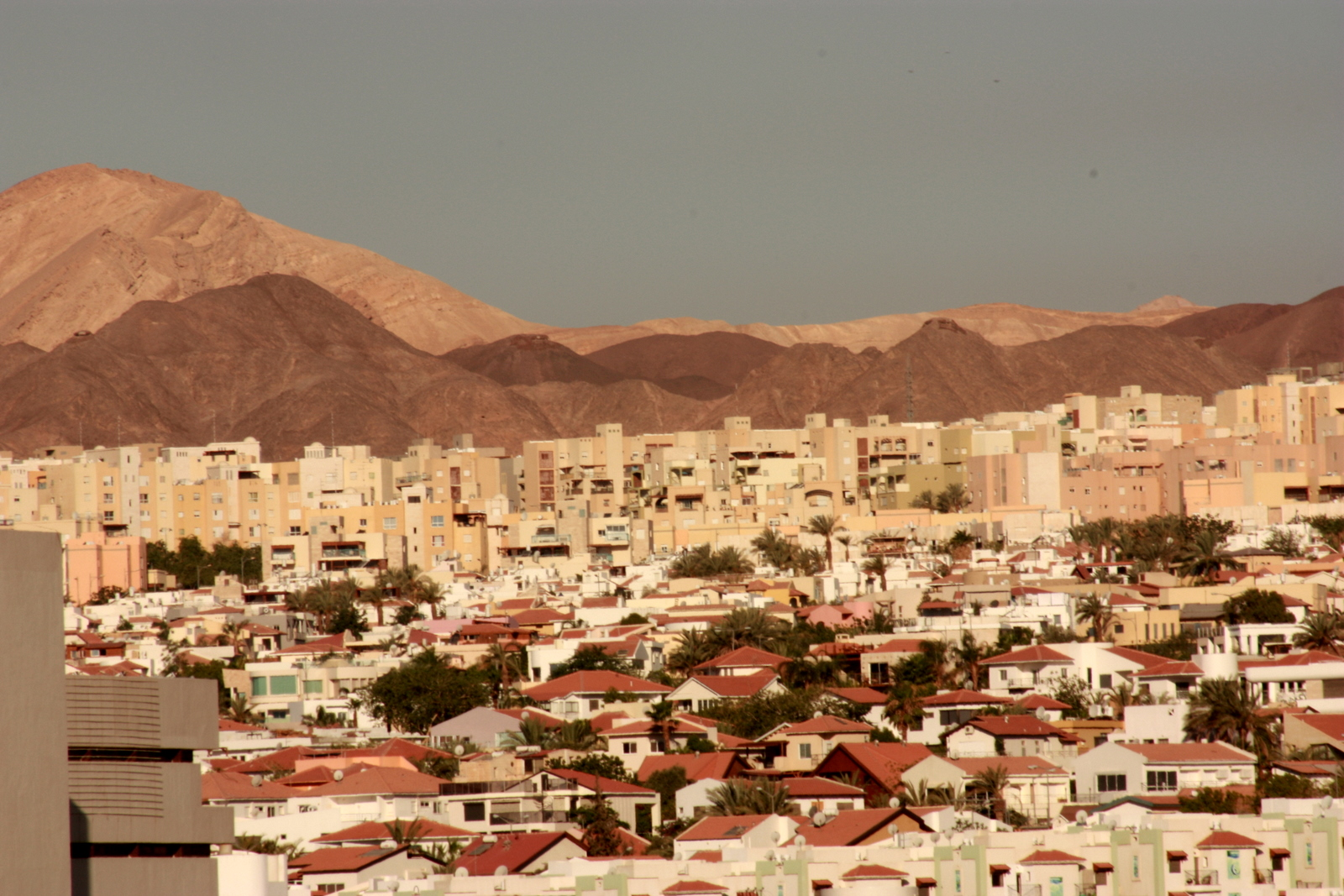
Obytné čtvrtě Ejlatu

Jde o nejjižnější izraelské město, přístav a turistické letovisko při severním cípu Rudého moře u Akabského zálivu. Nachází se v nadmořské výšce 5 metrů cca 190 kilometrů jižně od Beerševy a cca 280 kilometrů jižně od Tel Avivu. Severně od města se táhne příkopová propadlina Vádí al-Araba, která dále na severu pokračuje v oblasti Mrtvého moře. Severozápadně a západně od Ejlatu se z ní zvedá strmá vysočina Harej Ejlat, která je nejjižnější výspou Negevské pouště.
Ejlat představuje pro Izrael jediné spojení s Rudým mořem a tím i s Indickým oceánem. Leží v řídce osídlené oblasti, která je etnicky zcela židovská. V blízkosti Ejlatu se nachází egyptské město Taba a jordánský přístav Akaba. Ejlat je totiž situován v úzkém výběžku izraelského území, který je sevřen územím Egypta a Jordánska. Ze zdejšího přístavu lze vidět čtyři země najednou (Izrael, Jordánsko, Egypt a Saúdskou Arábii).
Na dopravní síť je město napojeno pomocí severojižní dálnice číslo 90, ze které tu odbočuje lokální komunikace, jež vede na hraniční přechod Arava s Jordánskem. Sama dálnice číslo 90 pak jižně od Ejlatu končí u hraničního přechodu Taba s Egyptem. K západu vybíhá z města dálnice číslo 12, jež pak sleduje část izraelsko-egyptské hranice k nevyužívanému hraničnímu přechodu Netafim.
Ejlat disponuje moderním mezinárodním letištěm, které využívají vnitrostátní i mezistátní letecké spoje, zejména pro přepravu místní turistické klientely. Se severem státu by mohla dle projektů Ejlat spojovat i vysokorychlostní železniční trať do Ejlatu.

### Klima
Aridní pouštní klima Negevské pouště je mírněno teplým mořem a průměrné teploty vzduchu patří k nejvyšším v Izraeli; v létě teploty často překračují 40 °C a zimě 21 °C, zatímco teplota vody se pohybuje mezi 20 a 26 °C. Díky zdejším plážím, nočnímu životu a pouštní krajině je město populární destinací vnitrostátního a mezinárodního cestovního ruchu.
Ejlat leží na jižním okraji Negevské pouště a blízko Sahary, Sinajské a Arabské pouště. Klima je velice horké a suché, letní teploty často překračují 40 °C, zimní 22 °C. Vody Rudého moře jsou však relativně chladné (22 °C – 25 °C), což spolu s jeho čistotou vytváří ideální podmínky pro bohatý mořský život, který je velikou turistickou atrakcí.
| Ejlat – podnebí                   | Ejlat – podnebí | Ejlat – podnebí | Ejlat – podnebí | Ejlat – podnebí | Ejlat – podnebí | Ejlat – podnebí | Ejlat – podnebí | Ejlat – podnebí | Ejlat – podnebí | Ejlat – podnebí | Ejlat – podnebí | Ejlat – podnebí | Ejlat – podnebí |
| Období                            | leden           | únor            | březen          | duben           | květen          | červen          | červenec        | srpen           | září            | říjen           | listopad        | prosinec        | rok             |
| --------------------------------- | --------------- | --------------- | --------------- | --------------- | --------------- | --------------- | --------------- | --------------- | --------------- | --------------- | --------------- | --------------- | --------------- |
| Průměrné denní maximum [°C]       | 20,8            | 22,1            | 25,5            | 31,1            | 35,4            | 38,7            | 39,9            | 39,8            | 37,3            | 33,0            | 27,2            | 22,3            | 31,1            |
| Průměrné denní minimum [°C]       | 9,6             | 10,6            | 13,6            | 17,8            | 21,5            | 24,2            | 25,9            | 26,2            | 24,5            | 21,0            | 15,5            | 11,2            | 18,5            |
| Průměrné srážky [mm]              | 3,5             | 5,8             | 3,7             | 1,7             | 0               | 0               | 0               | 0               | 0               | 3,5             | 3,5             | 6,0             | 27,7            |
| Zdroj: Centrální statistický úřad |                 |                 |                 |                 |                 |                 |                 |                 |                 |                 |                 |                 |                 |

## Demografie
Podle údajů z roku 2009 tvořili naprostou většinu obyvatel Židé - přibližně 40 300 osob (včetně statistické kategorie „ostatní“, která zahrnuje nearabské obyvatele židovského původu ale bez formální příslušnosti k židovskému náboženství, přibližně 45 400 osob).
Jde o středně velkou obec městského typu s dlouhodobě mírně rostoucí populací. K 31. prosinci 2017 zde žilo 50 700 lidí.

## Ekonomika a turismus
Ejlatský přístav je důležitým dovozním uzlem, kudy do Izraele proudí především ropa a další paliva. Mírná zima, písečné pláže, bohatý mořský život a extrémně nízké srážky přispívají k veliké turistické atraktivitě tohoto města.
Velkou atrakcí je delfinárium umístěné asi 5 km severně od města, kde mohou návštěvníci plavat mezi delfíny a poznávat podmořský svět Rudého moře.
Největšími problémy Ejlatu jsou zásobování vodou a izolovaná poloha v rámci Izraele. Nejbližší izraelské město je 250 km vzdálená Beerševa, v Negevské poušti se nachází jen málo vesnic, převážně zemědělského charakteru. V blízkosti se nenalézají žádné přirozené zdroje pitné vody, ta se získává odsolováním mořské vody nebo vodovody z vnitrozemí.
V roce 2002 otevřela Ben Gurionova univerzita v Negevu (se sídlem v Beerševě) v Ejlatu nový univerzitní campus, v roce 2005 zde studovalo 300 studentů a v plánu je zvyšování počtu studentů i studijních oborů. Ve městě funguje Joseftalova nemocnice.

## Partnerská města
- Antibes, Francie
- Juan-les-Pins, Francie
- Arica, Chile
- Durban, Jihoafrická republika
- Smolyan, Bulharsko
- Kamen, Německo
- Kampen, Nizozemsko
- Toronto, Kanada
- Los Angeles, Spojené státy americké
- Ushuaia, Argentina
- Piešťany, Slovensko
- Karlovy Vary, Česko
- Sopron, Maďarsko